# 4135 Свєтланов
4135 Свєтланов (4135 Svetlanov) — астероїд головного поясу, відкритий 14 серпня 1966 року.
Тіссеранів параметр щодо Юпітера — 3,276.